# Ассоциация теннисистов-профессионалов
Ассоциация теннисистов-профессионалов (англ. Association of Tennis Professionals, ATP) создана в 1972 году для защиты и представительства интересов профессиональных игроков в теннис. Спортсменки — теннисистки входят в Женскую теннисную ассоциацию (WTA).
Сегодня ATP является организатором и совладельцем наиболее значимого цикла теннисных турниров ATP-tour.

## Турниры

Старый вариант эмблемы ATP

ATP-тур состоит из турниров пяти категорий:
1. Финал Мирового тура ATP (проводится совместно с ITF).
2. Тур ATP Мастерс 1000 (до 2009 года — Серия Мастерс).
3. Тур ATP 500 (до 2009 года — International Series Gold Tournaments).
4. Тур ATP 250 (до 2009 года — International Series Tournaments).
5. Тур ATP Challenger.

Первые четыре категории турниров являются официальными соревнованиями тура, пятая категория — турниры уровня ATP Challenger Series предназначены главным образом для начинающих теннисистов. Результаты выступлений учитываются в рейтинге ATP, но победы в них не считаются «титулами» ATP и они не входят в основной календарь тура.
Турниры Большого шлема хотя и учитываются в календаре ATP-тура и имеют максимальный вес при подсчете рейтинга ATP, не принадлежат ATP и формально не являются частью тура.
Турниры циклов Satellite tournaments и Futures Tournaments служат начальной ступенью в соревнованиях профессионального уровня, их результаты учитываются в рейтинге ATP, но они также не входят в ATP-тур и проводятся Международной федерацией тенниса.
Кроме индивидуальных соревнований под эгидой ATP ежегодно разыгрывается Командный Кубок Мира (англ. World Team Cup). В нём принимают участие команды 8 стран, спортсмены которых показали наилучшие суммарные результаты в Рейтинге ATP за предыдущий год.
Ассоциация также проводит цикл соревнований для ветеранов — Тур чемпионов (англ. Tour of Champions); в турнирах этой серии принимают участие наиболее прославленные игроки прошлых лет.
Сезон ATP примерно соответствует календарному году, первые соревнования тура проводятся в начале января, завершающий турнир — Кубок Мастерс в ноябре. Декабрь считается каникулярным месяцем.
В России до 2022 года ежегодно проводились два турнира ATP — «Кубок Кремля» и St. Petersburg Open. В 2020 году «Кубок Кремля» не состоялся из-за пандемии COVID-19, а турнир в Санкт-Петербурге впервые в российской истории получил категорию ATP 500 вместо ATP 250.

## Рейтинг ATP
Рейтинг обновляется еженедельно (во время турниров Большого шлема — после окончания турнира).
Указаны топ-20 лидеров одиночного и парного рейтингов.
| Рейтинг ATP на 4 августа 2025 года | Рейтинг ATP на 4 августа 2025 года | Рейтинг ATP на 4 августа 2025 года | Рейтинг ATP на 4 августа 2025 года | Рейтинг ATP на 4 августа 2025 года |
| Поз.                               | Теннисист                          | Лет                                | Очки                               | +/-                                |
| ---------------------------------- | ---------------------------------- | ---------------------------------- | ---------------------------------- | ---------------------------------- |
| 1                                  | Янник Синнер                       | 23                                 | 12 030                             | ▬                                  |
| 2                                  | Карлос Алькарас                    | 22                                 | 8590                               | ▬                                  |
| 3                                  | Александр Зверев                   | 28                                 | 6380                               | ▬                                  |
| 4                                  | Тейлор Фриц                        | 27                                 | 5525                               | ▬                                  |
| 5                                  | Джек Дрейпер                       | 23                                 | 4650                               | ▬                                  |
| 6                                  | Бен Шелтон                         | 22                                 | 4320                               | ▲ 1                                |
| 7                                  | Новак Джокович                     | 38                                 | 4130                               | ▼ 1                                |
| 8                                  | Алекс де Минор                     | 26                                 | 3480                               | ▬                                  |
| 9                                  | Хольгер Руне                       | 22                                 | 3340                               | ▬                                  |
| 10                                 | Лоренцо Музетти                    | 23                                 | 3235                               | ▬                                  |
| 11                                 | Андрей Рублёв                      | 27                                 | 3210                               | ▬                                  |
| 12                                 | Карен Хачанов                      | 29                                 | 3190                               | ▲ 4                                |
| 13                                 | Каспер Рууд                        | 26                                 | 2995                               | ▬                                  |
| 14                                 | Фрэнсис Тиафо                      | 27                                 | 2890                               | ▼ 2                                |
| 15                                 | Даниил Медведев                    | 29                                 | 2760                               | ▼ 1                                |
| 16                                 | Томми Пол                          | 28                                 | 2610                               | ▼ 1                                |
| 17                                 | Якуб Меншик                        | 19                                 | 2396                               | ▲ 1                                |
| 18                                 | Алехандро Давидович Фокина         | 26                                 | 2275                               | ▲ 1                                |
| 19                                 | Алексей Попырин                    | 25                                 | 2250                               | ▲ 7                                |
| 20                                 | Артюр Фис                          | 21                                 | 2180                               | ▲ 1                                |

| Рейтинг ATP в парном разряде на 21 апреля 2025 года | Рейтинг ATP в парном разряде на 21 апреля 2025 года | Рейтинг ATP в парном разряде на 21 апреля 2025 года | Рейтинг ATP в парном разряде на 21 апреля 2025 года | Рейтинг ATP в парном разряде на 21 апреля 2025 года |
| Поз.                                                | Теннисист                                           | Очки                                                | +/-                                                 |                                                     |
| --------------------------------------------------- | --------------------------------------------------- | --------------------------------------------------- | --------------------------------------------------- | --------------------------------------------------- |
| 1                                                   | Мате Павич                                          | 9350                                                | ▬                                                   |                                                     |
| 1                                                   | Марсело Аревало                                     | 9350                                                | ▬                                                   |                                                     |
| 3                                                   | Харри Хелиёваара                                    | 7590                                                | ▬                                                   |                                                     |
| 4                                                   | Хенри Паттен                                        | 7590                                                | ▬                                                   |                                                     |
| 5                                                   | Джордан Томпсон                                     | 6460                                                | ▬                                                   |                                                     |
| 6                                                   | Кевин Кравиц                                        | 5910                                                | ▲ 2                                                 |                                                     |
| 7                                                   | Тим Пюц                                             | 5820                                                | ▲ 2                                                 |                                                     |
| 8                                                   | Андреа Вавассори                                    | 5760                                                | ▼ 2                                                 |                                                     |
| 9                                                   | Симоне Болелли                                      | 5700                                                | ▼ 2                                                 |                                                     |
| 10                                                  | Марсель Гранольерс                                  | 5035                                                | ▬                                                   |                                                     |
| 11                                                  | Орасио Себальос                                     | 5035                                                | ▬                                                   |                                                     |
| 12                                                  | Макс Пёрселл                                        | 4710                                                | ▬                                                   |                                                     |
| 13                                                  | Никола Мектич                                       | 4610                                                | ▬                                                   |                                                     |
| 14                                                  | Ллойд Гласспул                                      | 4460                                                | ▬                                                   |                                                     |
| 15                                                  | Джулиан Кэш                                         | 4325                                                | ▬                                                   |                                                     |
| 16                                                  | Майкл Винус                                         | 4180                                                | ▬                                                   |                                                     |
| 17                                                  | Нил Скупски                                         | 3820                                                | ▬                                                   |                                                     |
| 18                                                  | Натаниэл Лэммонс                                    | 2960                                                | ▲ 2                                                 |                                                     |
| 19                                                  | Джексон Уитроу                                      | 2960                                                | ▲ 2                                                 |                                                     |
| 20                                                  | Джейми Маррей                                       | 2910                                                | ▲ 2                                                 |                                                     |

## Система подсчёта рейтинга
Рейтинг ATP — официальная, еженедельно обновляемая система подсчета достижений спортсменов. Начиная с сезона 2009 года в систему были внесены существенные изменения.
Каждому спортсмену зачитывается максимум 18 лучших результатов показанных на турнирах в течение сезона. Финал Мирового Тура ATP учитывается в качестве 19-го турнира восьми спортсменам, получившим право в нём участвовать.
Теннисистам, имеющим в соответствии с рейтингом право играть на турнирах Большого шлема и турнирах серии ATP Masters результаты этих турниров учитывают в обязательном порядке, даже в случае отказа от участия в соревновании, вне зависимости от причин (в таком случае зачитывается ноль очков).
С 2000 по 2008 годы существовало два рейтинга: рейтинг посева (ATP Entry Ranking) и чемпионская гонка (ATP Race). Рейтинг посева (ATP Entry Ranking) — применяется для определения порядка квалификации и номера посева теннисистов на всех турнирах ATP. Рейтинг посева рассчитывается по итогам 52 недель и не привязан к сезону. Чемпионская гонка (ATP Race) — это ежегодный рейтинг от начала до конца сезона. С началом каждого сезона все теннисисты начинали собирать очки с нуля.
То что принято называть «Первой ракеткой мира» — это первое место теннисиста на какую-либо дату в Рейтинге посева. При этом, официально титул «Теннисиста № 1 в Мире» присваивается по итогам Чемпионской гонки в конце сезона.
С 2009 года чемпионская гонка (ATP Race) была упразднена, и теперь существует только единый ATP-рейтинг (ATP Ranking), рассчитываемый по принципу рейтинга посева (ATP Entry Ranking) - однако, титул теннисиста № 1 в мире, по-прежнему, присваивается по итоговому количеству очков в конце сезона.

### Распределение очков в рейтинге ATP
| Категория турнира       | Призовой фонд | W             | F                                                                                                   | SF                                                                                                  | QF                                                                                                  | R16                                                                                                 | R32                                                                                                 | R64                                                                                                 | R128                                                                                                | Доп. очки за квалификацию                                                                           |  |
| ----------------------- | ------------- | ------------- | --------------------------------------------------------------------------------------------------- | --------------------------------------------------------------------------------------------------- | --------------------------------------------------------------------------------------------------- | --------------------------------------------------------------------------------------------------- | --------------------------------------------------------------------------------------------------- | --------------------------------------------------------------------------------------------------- | --------------------------------------------------------------------------------------------------- | --------------------------------------------------------------------------------------------------- |  |
| Турниры Большого шлема  |               | 2000          | 1200                                                                                                | 720                                                                                                 | 360                                                                                                 | 180                                                                                                 | 90                                                                                                  | 45                                                                                                  | 10                                                                                                  | 25                                                                                                  |  |
| Финал Мирового Тура ATP |               | 1500 максимум | 200 за каждый выигранный матч группового этапа, 400 за выигрыш в полуфинале, 500 за победу в финале | 200 за каждый выигранный матч группового этапа, 400 за выигрыш в полуфинале, 500 за победу в финале | 200 за каждый выигранный матч группового этапа, 400 за выигрыш в полуфинале, 500 за победу в финале | 200 за каждый выигранный матч группового этапа, 400 за выигрыш в полуфинале, 500 за победу в финале | 200 за каждый выигранный матч группового этапа, 400 за выигрыш в полуфинале, 500 за победу в финале | 200 за каждый выигранный матч группового этапа, 400 за выигрыш в полуфинале, 500 за победу в финале | 200 за каждый выигранный матч группового этапа, 400 за выигрыш в полуфинале, 500 за победу в финале | 200 за каждый выигранный матч группового этапа, 400 за выигрыш в полуфинале, 500 за победу в финале |  |
| Серия ATP 1000          |               | 1000          | 600                                                                                                 | 360                                                                                                 | 180                                                                                                 | 90                                                                                                  | 45                                                                                                  | 10(25)                                                                                              | (10)                                                                                                | (1)25                                                                                               |  |
| Олимпиада               |               | 750           | 450                                                                                                 | 270                                                                                                 | 135                                                                                                 | 70                                                                                                  | 35                                                                                                  | 5                                                                                                   | —                                                                                                   | —                                                                                                   |  |
| Серия ATP 500           |               | 500           | 300                                                                                                 | 180                                                                                                 | 90                                                                                                  | 45                                                                                                  | (20)                                                                                                | | | (2)20                                                                                               |  |
| Серия ATP 250           |               | 250           | 150                                                                                                 | 90                                                                                                  | 45                                                                                                  | 20                                                                                                  | (5)                                                                                                 | | | (3)12                                                                                               |  |
| Challenger              | $125 000+С    | 125           | 75                                                                                                  | 45                                                                                                  | 25                                                                                                  | 10                                                                                                  | | | | 5                                                                                                   |  |
| Challenger              | $125 000      | 110           | 65                                                                                                  | 40                                                                                                  | 20                                                                                                  | 9                                                                                                   | | | | 5                                                                                                   |  |
| Challenger              | $100 000      | 100           | 60                                                                                                  | 35                                                                                                  | 18                                                                                                  | 8                                                                                                   | | | | 5                                                                                                   |  |
| Challenger              | $75 000       | 90            | 55                                                                                                  | 33                                                                                                  | 18                                                                                                  | 8                                                                                                   | | | | 5                                                                                                   |  |
| Challenger              | $50 000       | 80            | 48                                                                                                  | 29                                                                                                  | 15                                                                                                  | 7                                                                                                   | | | | 3                                                                                                   |  |
| Challenger              | $35 000+С     | 80            | 48                                                                                                  | 29                                                                                                  | 15                                                                                                  | 6                                                                                                   | | | | 3                                                                                                   |  |
| Futures                 | $15 000+С     | 35            | 20                                                                                                  | 10                                                                                                  | 4                                                                                                   | 1                                                                                                   | | | | |  |
| Futures                 | $15 000       | 27            | 15                                                                                                  | 8                                                                                                   | 3                                                                                                   | 1                                                                                                   | | | | |  |
| Futures                 | $10 000       | 18            | 10                                                                                                  | 6                                                                                                   | 2                                                                                                   | 1                                                                                                   | | | | |  |

+С: Турнир оплачивает суточные в дополнение к призовому фонду
- В серии ATP 1000 за квалификацию начисляется только 12 очков, если в основной сетке турнира больше 56 игроков
- В серии ATP 500 за квалификацию начисляется только 10 очков, если в основной сетке турнира больше 32 игроков
- В серии ATP 250 за квалификацию начисляется только 5 очков, если в основной сетке турнира больше 32 игроков

#### Первые ракетки мира
Первые ракетки мира, согласно табели о рангах с момента его введения в 1973 году:

| #  | Спортсмен           | Страна         | Дата             | Кол-во недель | Недель подряд |
| -- | ------------------- | -------------- | ---------------- | ------------- | ------------- |
| 1  | Илие Настасе        | Румыния        | 23 августа 1973  | 40            | 40            |
| 2  | Джон Ньюкомб        | Австралия      | 3 июня 1974      | 8             | 8             |
| 3  | Джимми Коннорс      | США            | 29 июля 1974     | 268           | 160           |
| 4  | Бьорн Борг          | Швеция         | 23 августа 1977  | 109           | 46            |
| 5  | Джон Макинрой       | США (2)        | 3 марта 1980     | 170           | 58            |
| 6  | Иван Лендл          | Чехословакия   | 28 февраля 1983  | 270           | 157           |
| 7  | Матс Виландер       | Швеция (2)     | 12 сентября 1988 | 20            | 20            |
| 8  | Стефан Эдберг       | Швеция (3)     | 13 августа 1990  | 72            | 24            |
| 9  | Борис Беккер        | Германия       | 28 января 1991   | 12            | 9             |
| 10 | Джим Курье          | США (3)        | 10 февраля 1992  | 58            | 27            |
| 11 | Пит Сампрас         | США (4)        | 12 апреля 1993   | 286           | 102           |
| 12 | Андре Агасси        | США (5)        | 10 апреля 1995   | 101           | 52            |
| 13 | Томас Мустер        | Австрия        | 12 февраля 1996  | 6             | 5             |
| 14 | Марсело Риос        | Чили           | 30 марта 1998    | 6             | 4             |
| 15 | Карлос Мойя         | Испания        | 15 марта 1999    | 2             | 2             |
| 16 | Евгений Кафельников | Россия         | 3 мая 1999       | 6             | 6             |
| 17 | Патрик Рафтер       | Австралия (2)  | 26 июля 1999     | 1             | 1             |
| 18 | Марат Сафин         | Россия (2)     | 20 ноября 2000   | 9             | 4             |
| 19 | Густаво Куэртен     | Бразилия       | 4 декабря 2000   | 43            | 30            |
| 20 | Ллейтон Хьюитт      | Австралия (3)  | 19 ноября 2001   | 80            | 75            |
| 21 | Хуан Карлос Ферреро | Испания (2)    | 8 сентября 2003  | 8             | 8             |
| 22 | Энди Роддик         | США (6)        | 3 ноября 2003    | 13            | 13            |
| 23 | Роджер Федерер      | Швейцария      | 2 февраля 2004   | 310           | 237           |
| 24 | Рафаэль Надаль      | Испания (3)    | 18 августа 2008  | 209           | 56            |
| 25 | Новак Джокович      | Сербия         | 4 июля 2011      | 428           | 122           |
| 26 | Энди Маррей         | Великобритания | 7 ноября 2016    | 41            | 41            |
| 27 | Даниил Медведев     | Россия (3)     | 28 февраля 2022  | 16            | 13            |
| 28 | Карлос Алькарас     | Испания (4)    | 12 сентября 2022 | 36            | 20            |
| 29 | Янник Синнер        | Италия         | 10 июня 2024     | 53            | 53            |

- (по состоянию на 12 августа 2024 года).

## Руководящие органы и организационная структура
Высшим руководящим органом ассоциации является совет директоров. Общее количество директоров шесть, три из них избираются советом игроков, три — советом организаторов турниров, таким образом достигается паритетное представительство интересов теннисистов и владельцев турниров.
Оперативное управление осуществляет Президент ATP, в январе 2009 года Адам Хелфант (англ. Adam Helfant) сменил на этом посту Этьена де Виллера (англ. Etienne de Villers), возглавлявшего ассоциацию с января 2006 года.

## Рекорды
- Начиная с Уимблдонского турнира 2003 года из 73 розыгрышей пяти наиболее престижных соревнований (турниры Большого шлема и Финалы Мирового Тура ATP) только пятеро теннисистов побеждали более раза, и по состоянию на конец сезона-2017 выиграли 65 титулов: Роджер Федерер (25), Новак Джокович (17), Рафаэль Надаль (16), Энди Маррей (4) и Стэн Вавринка (3).